# Урочище «Добрятин»
Уро́чище «Добря́тин» — гідрологічний заказник місцевого значення в Україні. Розташований у межах Дубенського району Рівненської області, біля села Добрятин. 
Площа 129 га. Статус надано згідно з рішенням облвиконкому від 22.11.1983 року № 343 (зміни згідно з рішенням облвиконкому від 18.06.1991 року № 98). Перебуває у віданні Добрятинської сільської ради. 
Статус надано з метою збереження водно-болотного природного комплексу річки Іква. 